# Die Bartholomäusnacht
Die Bartholomäusnacht ist ein französisch-italienisch-deutscher Historienfilm von Patrice Chéreau aus dem Jahr 1994. Der Film basiert auf Alexandre Dumas’ Roman La Reine Margot; dies ist auch der Originaltitel des Films.

## Handlung
Frankreich, im Jahr 1572: Im 16. Jahrhundert herrschen unter König Karl IX. Unruhen zwischen Katholiken und Protestanten, den Hugenotten. Die Situation eskaliert, als diverse Fürsten die gefährliche innenpolitische Lage im Land ausnutzen und intrigieren. Um der Probleme Herr zu werden, beschließt man, die katholische Margot, Tochter der Katharina von Medici und Schwester des Königs, mit dem protestantischen Heinrich von Navarra zu verheiraten, um Frieden zwischen den beiden religiösen Parteien zu stiften. Mit Gewalt wird die impulsive Margot zur Heirat mit dem König von Navarra gezwungen, dem sie schon bald darauf zu verstehen gibt, dass er von ihr keine körperliche Zuneigung zu erwarten hat.
Die Feierlichkeiten ziehen Tausende von Protestanten nach Paris, wo ein Mordanschlag auf den Anführer der Hugenotten Gaspard de Coligny fehlschlägt. Erneut beginnt man am Hofe, an dem Inzest, Betrug, Promiskuität und Ehebruch an der Tagesordnung stehen, Intrigen zu spinnen. Um einem möglichen Aufstand zuvorzukommen, veranlasst Katharina von Medici, persönliche Beraterin ihres Sohnes und heimliche Herrscherin in Frankreich, eine kaltblütige Aktion. Ein Pogrom soll dem willensschwachen Karl IX. die Regierungsmacht bewahren. Sie überzeugt den König am Abend des Bartholomäustages, dass die Protestantenführer sterben müssen.
In den frühen Morgenstunden des 24. August 1572, dem Namenstag des Apostels Bartholomäus, beginnt sechs Tage nach der Hochzeit das Massaker an den französischen Hugenotten in der Stadt. Tausende von Menschen fallen der Bartholomäusnacht zum Opfer, darunter auch der Protestantenführer Coligny. Margot wird Zeugin der Gräueltaten, die sich vom politischen Mord in ein zügelloses Blutbad verwandeln. Sie bewahrt den protestantischen Adligen Joseph Boniface de la Môle, der sich in ihre Gemächer flüchtet, vor dem Tod. Der attraktive junge Mann wird zum Objekt von Margots Begierde, sehr zum Missfallen zweier ihrer Brüder: Henri, dem Herzog von Anjou, und François, dem Herzog von Alençon. Margot findet sich bald in einer verletzlichen Position am Hofe wieder, muss sie sich doch dem Verdacht aussetzen, mit den Protestanten zu sympathisieren. Tatsächlich vereitelt sie einen von mehreren Mordanschlägen auf ihren Ehemann Heinrich von Navarra, der vom Zauderer zum mutigen Mann wird und der bedrohlichen Situation am Königshof zu trotzen versucht.
Katharina von Medici versucht, sich Margots Ehemanns mithilfe eines Buches zu entledigen, das einst La Môle gehörte und dessen Seiten sie mit Gift präparieren lässt. Doch ihr Plan wird von ihrem Sohn, dem König, durchkreuzt, der Heinrich von Navarra zur Flucht in seine südfranzösische Heimat verhilft. Das vergiftete Buch fällt dem unwissenden Karl in die Hände und führt zu seinem qualvollen Tod. Auch La Môles Schicksal ist besiegelt, als er von Heinrich von Navarra nach Paris geschickt wird, um Margot zu holen. Ihn macht Katharina für die Ermordung ihres Sohnes verantwortlich, und er bezahlt den Versuch, Margot zu retten, mit dem Leben – er wird enthauptet. Margot gelingt es, mit La Môles Kopf nach Navarra zu fliehen, während ihr Bruder Henri, der Herzog von Anjou, zum neuen König von Frankreich ausgerufen wird.

## Hintergrund

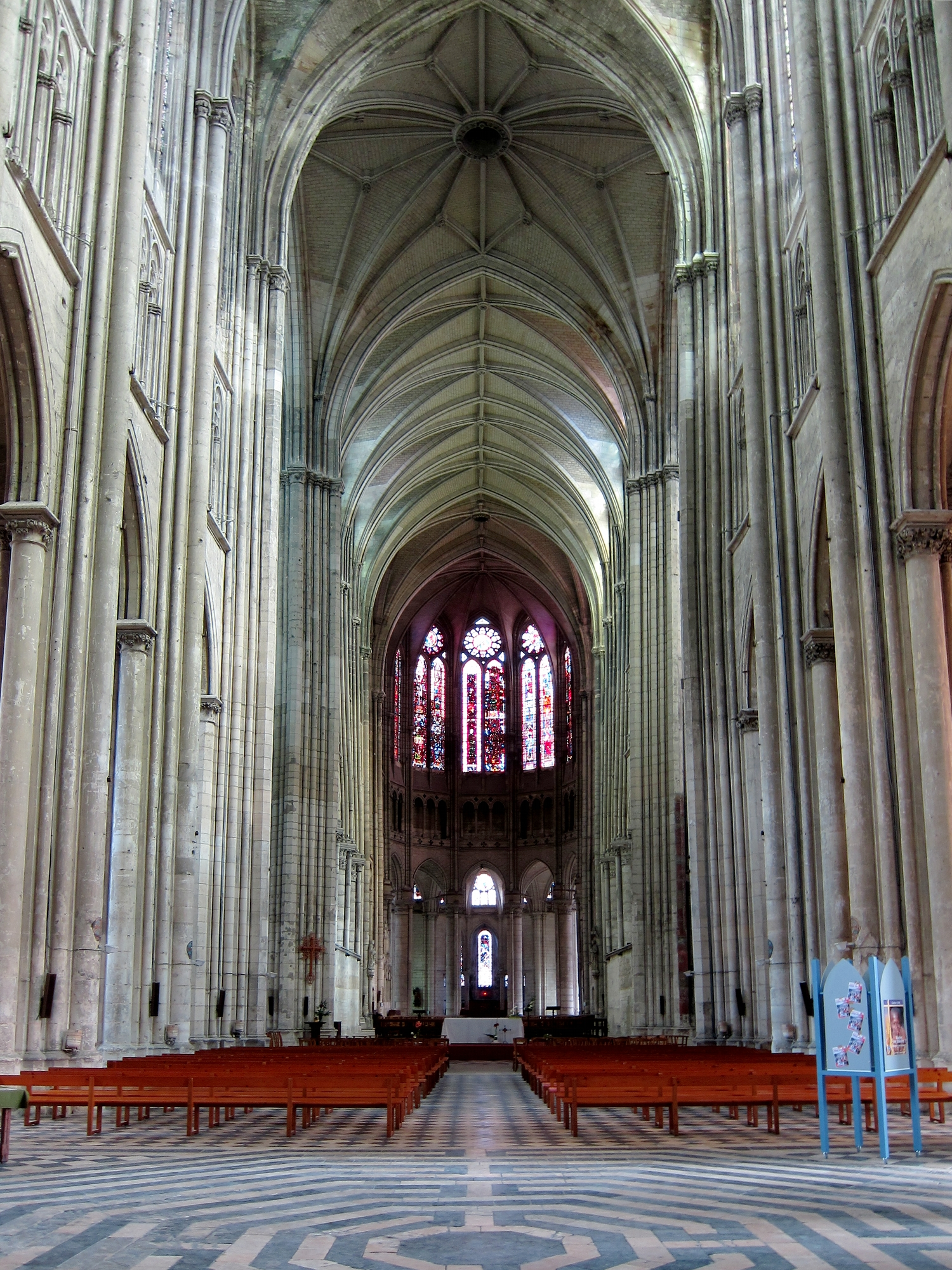
Die Basilika St-Quentin, ein Drehort des Films

Der Film basiert auf dem 1845 erschienenen gleichnamigen Abenteuerroman des französischen Schriftstellers Alexandre Dumas (1802–1870), zu dessen Werk auch Die drei Musketiere und Der Graf von Monte Christo gehören. Dumas’ Roman war bereits in den 1950er Jahren Gegenstand einer Verfilmung. Unter der Regie von Jean Dréville agierte Jeanne Moreau 1954 in Bartholomäusnacht (La Reine Margot) in der Titelrolle. Der Stoff, der sich nicht ausschließlich an historische Fakten hält (Karl IX. stirbt nicht an Vergiftung, sondern an einer Rippenfellentzündung), wurde schließlich von Regisseur Patrice Chéreau und Drehbuchautorin Danièle Thompson erneut für die Leinwand adaptiert. Die Großproduktion, die unter anderem mit Isabelle Adjani, Daniel Auteuil, Jean-Hugues Anglade, Vincent Perez und Dominique Blanc die damals führende Schauspielerriege Frankreichs zusammenbrachte, verbrauchte ein Budget von 53 Millionen DM (ca. 27 Mio. Euro). Andere Quellen nennen 42 Mio. DM (ca. 21,5 Mio. Euro) als Produktionskosten. Produziert wurde der Film unter anderem von NEF Filmproduktion, Canal Plus und France 2 Cinéma.
Gedreht wurde vom 10. Mai 1993 bis zum 3. Dezember 1993 in der Basilika in Saint-Quentin, auf Schloss Maulnes in Cruzy-le-Châtel, in Bordeaux, Compiègne, Rambouillet und Senlis sowie im Palácio Nacional de Mafra in Portugal. Während der Dreharbeiten forderte Hauptdarstellerin Isabelle Adjani ihren Filmpartner Jean-Hugues Anglade auf, sie während der Gewaltszenen nicht zu schonen. Anglade, der König Karl IX. spielt, zögerte, Gewalt anzuwenden, und musste erst von ihr überzeugt werden, sie heftiger zu schlagen. Um als Katharine von Medici authentisch zu wirken, ließ sich die italienische Schauspielerin Virna Lisi einen Teil ihres Kopfhaares entfernen.

## Rezeption
Patrice Chéreaus opulentes Historiendrama feierte seine Premiere am 13. Mai 1994 bei den Internationalen Filmfestspielen von Cannes. Die Bartholomäusnacht avancierte in Frankreich schnell zum nationalen Ereignis und stand in der Gunst von Kritikern und Publikum. Vor allem die Inszenierung vom Ränkespiel am Königshof hin zu den düsteren apokalyptischen Bildern des Massakers wurde gelobt, das mancher Kritiker mit dem Holocaust im 20. Jahrhundert in Verbindung brachte, zumal die Filmhandlung teils mit hebräischsprachigen Gesängen unterlegt ist. Ebenfalls wurden die Schauspielleistungen von Isabelle Adjani, Jean-Hugues Anglade, Virna Lisi und Dominique Blanc gerühmt. Kritische Stimmen reklamierten jedoch, dass sich der Film eher an ein Publikum wende, das mit der französischen Geschichte vertraut ist. Die im Film spielenden Charaktere und ihre Beziehungen zueinander würden nicht ausreichend erklärt.
In den USA kam der 162 Minuten lange Film unter dem dortigen Filmverleih Miramax in einer um 18 Minuten gekürzten Fassung unter dem Titel Queen Margot in die Kinos. Die Bartholomäusnacht spielte dort nur eine Summe von ca. zwei Millionen US-Dollar an den Kinokassen ein und galt als finanzieller Flop, obwohl Kritiker der gekürzten Fassung mehr Klarheit und Übersichtlichkeit attestierten. Heute bemängelt man an der gekürzten Fassung, dass sie eine Reihe von Fakten falsch darstelle und der Schnitt unbeholfen sei.
In Deutschland kam der Film am 29. September 1994 in die Kinos und erschien 1995 auf VHS, vier Jahre später auch auf DVD. Während der VHS eine ungeschnittene Version zugrunde lag, enthielt die erste DVD-Version nur die gekürzte Kinofassung. Im November 2007 erschien eine 3-Disc-Edition DVD mit der Langfassung, der gekürzten Kinofassung und einer Bonus-Disc.

## Kritiken
Blickpunkt:Film bezeichnete den Film als „Monumentalwerk“, das „den Höhepunkt und größten Erfolg des französischen Kinojahres [1994]“ darstelle. Dank „Stars wie Isabelle Adjani, Daniel Auteuil und Jean-Hugues Anglade“ sei der Film ein „atmosphärisch dichte[s] und authentische[s] Ereignis“. Urs Jenny schrieb im Spiegel, Chéreaus Bartholomäusnacht sei „kein seliger Opernabend, sondern ein schwerer Gang, der beeindruckt, bestürzt und Verstörung hinterläßt“.
Das Lexikon des internationalen Films bemerkte, dass der Film „[h]inter den opulenten, die Historie hautnah beschwörenden Bildern […] auch Bezüge zur Gegenwart“ herstelle und „einen eindringlichen Appell an Toleranz und Mitgefühl“ formuliere. Darüber hinaus sei der Film formal „in allen Bereichen von außergewöhnlicher Qualität“.
Cinema beschreibt Die Bartholomäusnacht als „[e]uropäisches Prunkkino“, „kraftvoll und starbesetzt“.

## Auszeichnungen

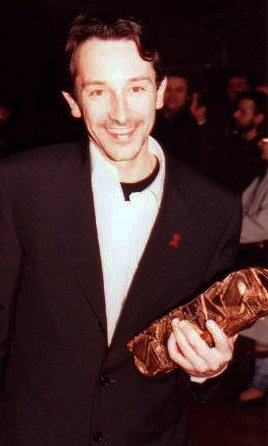
Mit dem César als Bester Nebendarsteller ausgezeichnet: Jean-Hugues Anglade

Die Bartholomäusnacht wurde 1994 bei den Filmfestspielen in Cannes, wo der Film seine Premiere feierte, mit dem Preis der Jury und dem Preis für die beste Darstellerin ausgezeichnet, unterlag jedoch im Wettbewerb um die Goldene Palme Quentin Tarantinos Pulp Fiction. Entgegen allen Expertenerwartungen ging die Trophäe für die beste Darstellerin nicht an Isabelle Adjani, sondern an Virna Lisi, die für ihre Rolle der tyrannischen Katharina von Medici honoriert wurde. Lisi erhielt 1995 zudem den Nastro d’Argento als beste Nebendarstellerin.
Bei der Verleihung des französischen Filmpreises César im Jahr 1995 galt Patrice Chéreaus Kostümdrama mit zwölf Nominierungen als Favorit und konkurrierte unter anderem mit Krzysztof Kieślowskis Drama Drei Farben: Rot und Luc Bessons Thriller Léon – Der Profi. Der Film wurde mit fünf Césars erfolgreichster Film des Abends, unterlag jedoch in den wichtigen Kategorien Bester Film und Beste Regie André Téchinés Drama Wilde Herzen. Auch in den Kategorien Beste Nebendarstellerin (Dominique Blanc), Bestes adaptiertes Drehbuch, Bestes Szenenbild (Richard Peduzzi, Olivier Radot), Beste Filmmusik und Bester Schnitt konnte sich Chéreaus Film nicht gegen die Konkurrenz behaupten. Unter den Honorierten waren jedoch Philippe Rousselot (Beste Kamera), Moidele Bickel (Beste Kostüme) sowie die Schauspieler Jean-Hugues Anglade (Bester Nebendarsteller), Virna Lisi (Beste Nebendarstellerin) und Isabelle Adjani, die mit dem Gewinn ihres vierten César als beste Hauptdarstellerin eine Rekordmarke setzte. Keine andere Schauspielerin wurde häufiger als sie in dieser Kategorie ausgezeichnet.
Ferner war der Film bei der Verleihung der Golden Globe Awards 1995 als bester fremdsprachiger Film nominiert, unterlag jedoch dem belgischen Filmbeitrag Farinelli von Gérard Corbiau. Bei der Oscarverleihung wenige Wochen später waren die Kostüme von Moidele Bickel für einen Academy Award nominiert. Ein Jahr später gab es eine weitere Nominierung bei den British Academy Film Awards in der Kategorie Bester nicht-englischsprachiger Film. Dort musste sich Die Bartholomäusnacht dem italienischen Beitrag Der Postmann von Michael Radford geschlagen geben. Des Weiteren wählte das National Board of Review den Film unter die fünf besten fremdsprachigen Filme des Jahres 1994. Moidele Bickel und Virna Lisi waren auch für den David di Donatello in den Kategorien „Beste Kostüme“ bzw. „Beste Nebendarstellerin“ nominiert.

## Nachwirkung
2013 wurde der Film durch Pathé restauriert und digitalisiert.